# ناوشکن کلاس ماتسو
دیسترویر کلاس ماتسو (به انگلیسی: Matsu-class destroyer) یک کلاس از کشتی است.